# پلستاین (ایندیانا)
پلستاین (به انگلیسی: Palestine) نام یک شهرک در ایالت ایندیانا در آمریکا است.